# أفرو 643 كاديت
أفرو 643 كاديت (بالإنجليزية: Avro 643 Cadet) هي طائرة تدريب ورياضة، ذات سطحين، مع مقعدين في مقصورة مكشوفة. أنتجت في 1932 ببريطانيا. من صناعة أفرو. كان أول طيران لها في 1931. صنع منها 104 طائرة.